# نيكي تورنر
نيكي تورنر (25 ديسمبر 1959 - ) (بالإنجليزية: Nicki Turner)‏ هي لاعبة كريكت نيوزلندية.

## وصلات خارجية
- نيكي تورنر على موقع إي آس بي آن كريك إنفو (الإنجليزية)